# Nunzio Morello
Nunzio Morello (* 1806 in Palermo; † 1878 ebenda) war ein italienischer Bildhauer und Dichter auf Sizilien.

## Leben
Unter Leitung des neoklassizistischen Bildhauers Valerio Villareale begann er ein Studium der plastischen Anatomie an der Universität Palermo.
Als Bildhauer erwarb er sich in seiner Heimatstadt rasch hohes Ansehen. 1838 stellte er seine Statue des Paris im Orto Botanico auf. Im gleichen Jahr schuf er die Holzstatuen der Ariadne und einer Bacchantin.
1856 entstand seine Marmorskulptur des Königs Philipp V. von Spanien für die Piazza Vittoria in Palermo als Ersatz für das während der Aufstände von 1848 zerstörte Denkmal. Nach dem Tod von Villareale wurde er Professor für Bildhauerei an der palermiatischen Universität.
In den folgenden Jahren entstanden verschiedene Skulpturen, so die Grabmäler für die Familie Tasca in der Chiesa dei Cappucchini und für den Marchese Hauss in der Chiesa San Francesco di Paola. Des Weiteren schuf er 1863 eine Büste für Michele Pandolfini und das Denkmal für Giovanni Gorgone in der Chiesa di San Domenico.
Eine Büste von Ferdinand II. (Sizilien) und die bedeutende Figurengruppe „Selvaggia Indiana“ von 1870 befinden sich in Besitz der „Società di Storia Patria“ im Museo del Risorgimento von Palermo. Von Morelli stammt auch die Skulptur der Santa Rosalia im Santuario Santa Rosalia auf dem Monte Pellegrino.
Zu seinen schriftlichen Werken zählt der Gedichtband Rime in siciliano dialetto aus dem Jahr 1873. Zu einer seiner 1870 geschaffenen Skulpturen erschien 1874 die Poesie in occasione della selvaggia indiana modellata nel 1870 da Nunzio Morello scultore siciliano….